# Federico Vanelli
Federico Vanelli (Lodi, 9 marzo 1991) è un nuotatore italiano, vincitore di una medaglia di bronzo ai mondiali di Budapest 2017 nella 5 km a squadre e di un oro e un argento agli europei di nuoto di fondo di Hoorn 2016.

## Biografia
Agli europei di nuoto di fondo di Hoorn 2016 ha vinto l'oro nella 5 km a squadre, con Rachele Bruni e Simone Ruffini. Ha inoltre ottenuto la medaglia d'argento nella 5 km, terminando alle spalle del russo Kirill Abrosimov.
Ha rappresentato l'Italia ai Giochi olimpici estivi di Rio de Janeiro 2016, classificandosi 7º nella maratona 10 km in acque libere.
Ai mondiali di Budapest 2017 ha ottenuto il bronzo nella 5 km a squadre, con i compagni Rachele Bruni, Giulia Gabbrielleschi e Mario Sanzullo.
Il 20 luglio 2024, mentre si trovava con degli amici nei pressi della cava di Lodi, dopo aver udito delle grida di aiuto, si è tuffato nell'Adda e, nuotando controcorrente, ha tratto in salvo dall'annegamento un bambino di 12 anni, trascinato dalla corrente del fiume, in quel momento molto forte.
Il 1º febbraio 2025, viene annunciato che il Presidente della Repubblica, Sergio Mattarella, ha deciso di insignirlo dell'onorificenza di Cavaliere dell'Ordine al merito della Repubblica italiana.

## Palmarès
| Anno | Manifestazione            | Sede           | Evento         | Risultato | Prestazione | Note |
| ---- | ------------------------- | -------------- | -------------- | --------- | ----------- | ---- |
| 2013 | Mondiali                  | Barcellona     | 5 km           | 16º       | 53'42"3     |      |
| 2014 | Europei di nuoto          | Berlino        | 10 km          | 4º        | 1h50'02"3   |      |
| 2014 | Europei di nuoto          | Berlino        | 5 km a squadre | 5º        | 56'20"9     |      |
| 2015 | Mondiali                  | Kazan'         | 10 km          | 10º       | 1h50'23"1   |      |
| 2015 | Mondiali                  | Kazan'         | 5 km a squadre | 4º        | 55'49"4     |      |
| 2016 | Europei di nuoto di fondo | Hoorn          | 5 km           | Argento   | 54'54"4     |      |
| 2016 | Europei di nuoto di fondo | Hoorn          | 10 km          | 4º        | 1h55'24"3   |      |
| 2016 | Europei di nuoto di fondo | Hoorn          | 5 km a squadre | Oro       | 55'59"3     |      |
| 2016 | Giochi olimpici           | Rio de Janeiro | 10 km          | 7º        | 1h53'03"9   |      |
| 2017 | Mondiali                  | Budapest       | 10 km          | 10º       | 1h52'21"00  |      |
| 2017 | Mondiali                  | Budapest       | 5 km a squadre | Bronzo    | 42'10"50    |      |